# ساني بيتشيروفيتش
ساني بيتشيروفيتش (بالإيطالية: Sani Bečirovič)‏ مواليد 19 مايو 1981 في ماريبور، جمهورية يوغوسلافيا الاشتراكية الاتحادية، هو مدرب كرة سلة سلوفيني ولاعب سابق. بدأ مسيرته الاحترافية في سنة 1995. تم اختياره من قبل فريق دنفر ناغتس خلال الدرافت. يبلغ طوله 6 قدم 5 بوصة (2.0 م). اعتزل اللعب في 2015.

## المسيرة الاحترافية
لعب مع نادي أوليمبيا لكرة السلة من سنة 1999 إلى 2001، ثم لعب مع فيرتوس بالاكانسترو بولونيا في موسم 2001–2002، ثم لعب مع بالاكانسترو فاريزي في الدوري الإيطالي في موسم 2004–2005، ثم لعب مع فورتيتودو بولونيا في موسم 2005–2006، ثم لعب مع نادي باناثينايكوس لكرة السلة من سنة 2006 إلى 2008، ثم لعب مع فيرتوس روما في الدوري الإيطالي في موسم 2008–2009.

## روابط خارجية
- ساني بيتشيروفيتش على موقع الاتحاد الدولي لكرة السلة (الإنجليزية)
- ساني بيتشيروفيتش على موقع الدوري الأوروبي لكرة السلة (الإنجليزية)
- ساني بيتشيروفيتش على موقع سبورتس رفرنس (الإنجليزية)
- ساني بيتشيروفيتش على موقع كرة السلة الأوروبية.كوم (الإنجليزية)
- ساني بيتشيروفيتش على موقع DraftExpress.com (الإنجليزية)
- ساني بيتشيروفيتش على موقع ريلجم (الإنجليزية)
- ساني بيتشيروفيتش على موقع بروبوليرز (الإنجليزية)
- ساني بيتشيروفيتش على موقع سبورتس رفرنس (الإنجليزية)